# Ana María Choquehuanca
Ana María Choquehuanca Miranda de Villanueva (Arequipa, 21 de noviembre de 1958) es una economista, dirigente gremial y política peruana. Fue ministra de la Producción durante el gobierno de Dina Boluarte y congresista de la república por Arequipa en el periodo 2016-2019. También ejerció como ministra de la Mujer en los gobiernos de Pedro Pablo Kuczynski y de Martín Vizcarra.

## Biografía
Nació en la ciudad de Arequipa, el 21 de noviembre de 1958. Hija de Leonor Miranda Saravia. Posteriormente, se casó con Ismael Villanueva Sánchez, con quien tuvo tres hijos.
Realizó su formación primaria en la Escuela María Nieves y Bustamante, y en la Escuela Fiscal N° 9694; los secundarios en los colegios: Ntra. Sra. de la Asunción y Ntra. Sra. de la Merced, de su ciudad natal.
Tras realizar estudios en la Universidad Católica de Santa María (UCSM), obtuvo el título de Economista. Cuenta con una maestría en Administración por Valores en Spenta University (México).
Tiene un postgrado de Agentes de Igualdad de Oportunidades para la Mujer, en la UCSM/Universidad de Zaragoza (España).

### Trayectoria
Se desempeñó como gerente de Uranio Contratistas EIRL, Manufacturas Metálicas del Sur-METALSUR y ISVISA. Fue directora de la Cámara Pyme de Arequipa.
También ejerció como presidenta de la Comisión Interamericana de Mujeres de la OEA. Fue vocera en el Foro Mipyme Andino en el TLC con EE. UU. y representante por el Perú en el Foro Mujeres y Economía del APEC.
En enero de 2021, asumió la vicepresidencia de la Confederación Nacional de Instituciones Empresariales Privadas (Confiep). En febrero del mismo año, presidenta de la Asociación de Gremios de la Pequeña Empresa del Perú (Asociación Pyme Perú).

## Carrera política
Ana María Choquehuanca incursionó en el ámbito político cuando participó en las elecciones parlamentarias del año 2001 como candidata al Congreso de la República por la alianza Unidad Nacional, sin embargo, no tuvo éxito.

### Congresista de la República
En 2016, Choquehuanca se integró al partido Peruanos Por el Kambio de Pedro Pablo Kuczynski y postuló nuevamente al Congreso de la República por la lista electoral de Arequipa, donde luego fue elegida como congresista de la república para el periodo parlamentario 2016-2021.
En su gestión parlamentaria fue vicepresidenta de la Comisión de la Mujer y de la Comisión de Inclusión Social. Fue también vocera de la bancada de Peruanos Por el Kambio.
En 2019, renunció a la bancada de Peruanos Por el Kambio junto a Mercedes Aráoz y Carlos Bruce tras discrepancias internas. Choquehuanca permaneció en el cargo hasta el 30 de septiembre del 2019, fecha en la que se decretó la disolución del Congreso de la República por el presidente Martín Vizcarra.

### Ministra de Estado

#### Mujer
El 27 de julio de 2017, fue nombrada y juramentada por el presidente Pedro Pablo Kuczynski como ministra de la Mujer y Poblaciones Vulnerables, en reemplazo de Ana María Romero-Lozada.
Permaneció en el cargo hasta la renuncia de Pedro Pablo Kuczynski a la presidencia de la República el 2 de abril de 2018, sin embargo, fue renombrada en el gobierno de Martín Vizcarra. Choquehuanca luego renunció al cargo y fue reemplazada por Ana María Mendieta.

#### Producción
El 6 de septiembre del 2023, reapareció en el ámbito político al ser nombrada y juramentada por la presidenta Dina Boluarte como ministra de la Producción, en reemplazo de Raúl Pérez-Reyes.
Sin embargo, su nombramiento fue cuestionado debido a que Choquehuanca fue una crítica del gobierno de Boluarte hasta antes de ingresar en él como ministra. En una entrevista con Infobae, sobre las acciones de la presidenta Boluarte para el sector empresarial, ella manifestó que no ha sido muy “satisfactorio” la gestión de la mandataria. También fue crítica de Boluarte cuando ésta fue miembro del gobierno de Pedro Castillo.
En enero del 2024, el programa dominical Punto Final difundió un audio en el cual la ministra Choquehuanca le recomienda a un dirigente gremial que realicen una marcha contra el Ministerio del Interior por las trabas que pone en un programa de compras al Estado. Choquehuanca siguió al mando de la cartera ministerial hasta el 1 de abril del 2024, fecha en la que renunció y fue reemplazada por Sergio González Guerrero.